# Emelian Pugaciov

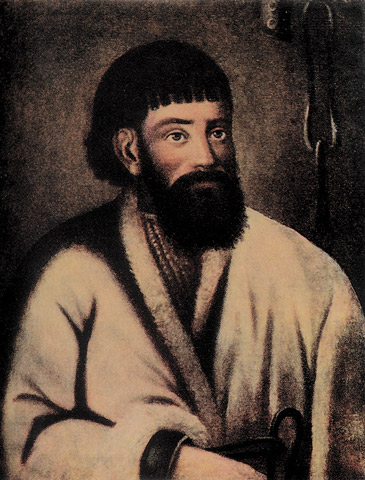
Emelian Pugaciov

Emelian Ivanovici Pugaciov (n. 1742, Zimoveiskaia⁠(d), Gubernia Voronej⁠(d), Imperiul Rus – d. 10/21 ianuarie 1775, Moscova, Imperiul Rus) a fost un conducător al cazacilor de pe Don, el fiind renumit pentru revolta țărănească dintre anii 1773-1775 (Revolta lui Pugaciov). A luat parte ca soldat în Războiul de șapte ani și în Războiul ruso-turc (1768–1774).